# Sennacherib II
Sennacherib II, gọi chung là Sanharib, là một vị vua người Assyria ở phía bắc Asuristan, trị vì khoảng năm 372. Rất giống như đương kim Hoàng đế Flavius Claudius Julianus của Đế quốc La Mã, Sanharib căm ghét Ki-tô giáo và đã cố gắng thuyết phục con trai ông, Behnam không được theo Ki-tô giáo. Mặc dù sùng kính Hỏa giáo của Đế quốc Ba Tư hơn cả, về sau ông cải đạo theo Ki-tô giáo.